# In bed (Toulouse-Lautrec)
In bed of Het bed (Franse titel: Le Lit) is een schilderij van de Franse kunstschilder Henri de Toulouse-Lautrec, geschilderd in 1892, olieverf op karton, 60,6 x 46,5 centimeter. Het toont twee lesbiennes in de intieme omgeving van hun bed. Het schilderij bevindt zich thans in de collectie van het Musée d'Orsay te Parijs.

## Context
Hoewel Toulouse-Lautrec opgroeide op het platteland, ontwikkelde hij zich in de jaren tachtig van de negentiende eeuw in Parijs tot een echte stadsschilder. Hij werd vooral gefascineerd door de opzichtigheid van het stadse nachtleven en meer in het bijzonder door de vrouwen die hij daar ontmoette, vaak prostituees, maar ook veel lesbiennes. Regelmatig huurde hij een kamer in een bordeel om er 'zijn meisjes' te schilderen. Daarbij richtte hij zich vooral op de alledaagse aspecten van hun bestaan, aldus een uniek tijdsbeeld creërend van een leven dat voor velen verborgen bleef.

## Afbeelding
Rond 1890 maakte Toulouse-Lautrec een hele serie tekeningen en schilderijen van lesbiennes in hun intieme omgeving. In bed is er daar een van. Het gegeven dat het werk deel uitmaakt van deze serie maakt ook duidelijk dat het hier inderdaad om twee lesbiennes gaat, waar het op het eerste gezicht ook om jonge jongens zou kunnen gaan of cabaretières die toevallig bij elkaar in hetzelfde bed sliepen, zoals toen ook vaak gebeurde.
In In bed creëert Toulouse-Lautrec een fijnzinnig beeld van bijzondere tederheid tussen de twee vrouwen, zonder te moraliseren of te idealiseren. De meisjes  lijken net te ontwaken, beschenen door het ochtendlicht. Eerste woorden lijken net te worden gesproken. Net als in veel van zijn andere werken toont Toulouse-Lautrec zich in dit werk sterk in het vastleggen van de karakters en het leven 'achter de facade'.
Toulouse-Lautrec combineert in In bed de bijzondere tederheid van het onderwerp met een krachtig gebruik van lijn, kleur en beweging. Het wit van de lakens en slopen vormt een harmonieus contrast met de roodtinten van de lappendeken en het behang, doortrokken met gele, groene en grijze strepen. De invloeden van het postimpressionisme in het werk van Toulouse-Lautrec zijn hier duidelijk zichtbaar, met name in de vlakverdeling.